# کژنه
کَژنه یا پچ پوستی (به انگلیسی: patch) محدوده تغییر رنگ یا تغییر شکل‌یافته‌ای در پوست یا غشاهای مخاطی که به سبب التهاب و پرخونی و برجستگی و جز آنها از قسمتهای مجاور متمایز می‌شود.
اصولاً ضایعات بزرگ (با اندازه بیش از یک سانتیمتر) را کژنه گویند و ضایعات کوچکتر را لکه می‌نامند. این ضایعه در بیماری‌های پوستی مختلف، نواحی مختلف پوست و با رنگهای متفاوت دیده می‌شود مانند بارداری.